# Margaret A. Farley
Margaret A. Farley RSM (* 15. April 1935) ist eine US-amerikanische katholische Ordensschwester, Theologin, Autorin und Hochschullehrerin für christliche Ethik an der Yale University.

## Leben und Wirken
Farley studierte katholische Theologie. Sie unterrichtete als Hochschullehrerin für christliche Ethik an der Yale University und war dort die erste katholische Frau in ihrem Fach an der Yale Divinity School. Farley ist Mitglied des katholischen Ordens der Barmherzigen Schwestern. 1984 unterzeichnete sie als eine von 97 Theologen den Aufruf A Catholic Statement on Pluralism and Abortion.
2008 veröffentlichte sie das Buch Just Love. A Framework for Christian Sexual Ethics (deutsch: Verdammter Sex. Für eine neue christliche Sexualmoral). In ihrem Buch legt sie die Entwicklung und Geschichte der Sexualethik dar mit Schwerpunkt auf dem Christentum. Als noch heute relevante Normen, die interpretiert werden müssen, gelten für sie die Bibel, die Tradition, die Wissenschaft und die Erfahrung. Sie plädiert daher für eine an Gerechtigkeit und Liebe orientierten Ethik, in der Unversehrtheit, Einvernehmlichkeit, Gegenseitigkeit, Gleichheit, Verbindlichkeit, Fruchtbarkeit und soziale Gerechtigkeit die wesentlichen Kriterien und Eckpfeiler für die Sexualität sind. Sie versucht auch zu erklären, warum in der Sexualmoral, Masturbation und Homosexualität vergleichsweise „wenig moralische Fragen“ aufwerfen, sofern sie verantwortungsvoll gelebt werden.
In einer auf den 30. März 2012 datierten Notifikation, die am 4. Juni 2012 veröffentlicht wurde, übte die Kongregation für die Glaubenslehre scharfe Kritik an ihrem Buch. Farley fehle ein richtiges Verständnis von der Rolle des Lehramts der Kirche als der Lehrautorität der mit dem Nachfolger Petri geeinten Bischöfe und sie habe ein unzulängliches Verständnis für den objektiven Charakter des natürlichen Sittengesetzes. Das Buch dürfe weder in der Beratung noch in der Ausbildung und auch nicht im ökumenischen Dialog als zulässige Darlegung der katholischen Lehre bezeichnet und verwendet werden.

## Preise und Auszeichnungen (Auswahl)
- Grawemeyer Award, 2008
- John Courtney Murray Award von der Catholic Theological Society of America (CTSA)

## Werke (Auswahl)
- A study in the ethics of commitment within the context of theories of human love and temporality. 1973
- Homosexuality: problematic practice or legitimate lifestyle. 1981 (gemeinschaftlich mit James E. Dittes und William Muehl)
- Issues in contemporary Christian ethics : the choice of death in a medical context. 1995
- Feminist ethics and the Catholic moral tradition. 1996
- Compassionate respect : a feminist approach to medical ethics and other questions. 2002
- A just & true love : feminism at the frontiers of theological ethics. 2007, Essays zu Ehren von Margaret A. Farley
- Liberating eschatology : Essays zu Ehren von Letty M. Russell
- Just Love. A Framework for Christian Sexual Ethics, 2008
  - Verdammter Sex. Für eine neue christliche Sexualmoral, Theiss, Darmstadt 2015, ISBN 978-3-8062-3149-6

Quelle: